# Personnages de Final Fantasy XIII et XIII-2

Cette page contient la liste des personnages apparaissant dans les jeux Final Fantasy XIII et Final Fantasy XIII-2.

## Personnages jouables

### Lightning
Lightning (ライトニング, Raitoningu) est une jeune femme de 21 ans, solitaire et mystérieuse, ancienne membre de la Garde civile de Cocoon.
De son vrai nom Claire Farron (Éclair Farron dans la version japonaise), elle a perdu ses parents à l'âge de 15 ans, elle renonça à son nom pour devenir Lightning. Elle intègre ensuite la Garde Civile de Cocoon jusqu'à atteindre le grade de Sergent. Au début de l'aventure, elle recherche le fal'Cie de Pulse Anima afin de le détruire pour libérer sa sœur Serah de sa tâche. Élégante, agile et rusée, son arme de prédilection est une gunblade, fusion entre un fusil et une épée, s'accordant avec son style de combat. Son pendentif représente l'emblème des L'Cie. Elle est reliée à la divinité Odin.

### Snow Villiers
Snow Villiers (スノウ・ヴィリアース, Sunō Viriāsu) est un homme de 21 ans, haut de 2 mètres et reconnaissable à sa chevelure blonde mi-longue qu'il cache sous un bandana noir dans Final Fantasy XIII'. combattant infatigable et téméraire, il ne compte que sur sa force. Membre et leader de l'équipe NORA, un groupe de résistance aux forces du Sanctum, il délaisse néanmoins ses amis pour retrouver également Anima pour les mêmes raisons que Lightning ; en effet, il s'est fiancé à Serah deux jours avant le début du jeu. Il assiste avec les autres personnages à l'entrée en stase cristalline de Serah, avant de devenir lui-même un L'Cie. Snow porte sa marque sur l'avant-bras gauche, et se découvre lié aux divinités Nix (二クス, Nikusu) et Stiria (スティリア, Sutiria), deux jumelles qui forment l'Eidolon des Sœurs Shiva (Shiva Sister (シバシスター, Shiba Sisutā)), qui se combinent en une large moto équipée de mitrailleuses. Bien qu'il se batte avec ses poings, Snow tire sa force des runes dessinées sur son long manteau. 
Snow resté seul pour être avec Serah, est capturé par la Cavalerie, avant de rejoindre Lightning et Hope à Palumpolum, où il prend en charge le jeune garçon malgré le ressentiment que Hope a pour lui, le considérant comme en partie responsable de la mort de sa mère. Cependant, malgré la décharge magique qui manque de tuer Snow, celui-ci parvient à se réconcilier avec lui. Après avoir infiltré le Paramecia et sauvé Sazh et Vanille, il part pour Gran Pulse avec ses compagnons de route, où il reste déterminé à épouser Serah après l'avoir sorti de sa stase cristalline. Finalement, une fois Orphan mort sur Cocoon, Snow et Lightning se réconcilient, et retrouvent Serah. Lightning finit par accepter leur relation et souhaite même tous ses vœux de bonheur aux futurs mariés.
Dans Final Fantasy XIII-2, Snow a disparu avant d'épouser Serah, afin de retrouver Lightning, que tous considèrent comme prisonnières du cristal sauf Serah. Il part donc et s'approche d'un Fal'Cie pour redevenir un L'Cie, avec une nouvelle Tâche, et obtenu le pouvoir d'utiliser les portails temporels. Serah le retrouve sur la Côte de Sunleth en 300 AC, où Snow essaie de mettre à terre un amalgame de Flans dont l'existence paradoxale menace le pilier de Cristal. Serah et Noel résolvent le paradoxe qui a permis le gigantisme du monstre avant de tuer le monstre. Une fois le paradoxe résolu, Snow confie à Noel la tâche de prendre soin de Serah avant de disparaitre, promettant de retrouver un jour Serah.
Pendant son développement, Snow était surnommé « Mr. 33 cm » par les développeurs, en raison de sa pointure. Il utilise ses poings pour défaire ses opposants, préférant la force brute à l'inverse de la rapide et agile Lightning.
Snow est doublé par Troy Baker en anglais, et Daisuke Ono en japonais.

### Oerba Dia Vanille
Oerba Dia Vanille (ヲルバ＝ダイア・ヴァニラ, Oruba-Daia Vanira) est une humaine de 19 ans, originaire du village de Oerba sur Gran Pulse. Entrée en stase cristalline sur Gran Pulse, elle en sort treize jours avant le début de l'histoire. Elle s'est retrouvée dans les purges de Cocoon aux côtés de Hope et Nora Estheim avant d'être libérée par le NORA. Après la mort de Nora, elle convainc Hope de suivre Snow dans le Vestige de Pulse, où ils sont faits l'Cie par le fal'Cie Anima. Finalement, elle choisit de suivre Sazh Katzroy pour un voyage vers Nautilus en passant par la Côte de Sunleth. Mais dans le village-spectacle, elle avoue qu'elle est responsable du changement en l'Cie de Dajh, le fils de Sazh. Tous deux sont ensuite capturés par Jihl Nabaat et emmenés à bord du Paramecia, où ils sont sauvés par Lightning. Elle retrouve Fang, son amie d'enfance. Vanille suit le groupe jusque sur gran Pulse. Là, quand il traverse les mines de Mah'habara, Fang retrouve la mémoire et se souvient être devenu Ragnarok avec Vanille, ce dont elle affirme avec insistance ne pas se souvenir. Fang insiste et forceVanille à reconnaître ses mensonges, la poussant dans un état émotionnel intense et déclenchant l'apparition de l'eidolon Hecatonchire.
Au terme de l'aventure, Vanille et Fang se transforment en Ragnarok pour sauver Cocoon de la collision avec Pulse, libérant les autres membres du groupe de leur condition de Cie'th.
Vanille est le personnage narrateur de l'aventure, racontant son ressenti en voix off tout au long du jeu. Elle est souvent décrite comme gentille, joyeuse et enfantine, faite pour motiver le groupe, malgré ses secrets. 
Dans Final Fantasy XIII-2, Vanille et Fang réapparaissent brièvement pour libérer Serah du rêve dans lequel Caius l'a enfermé, dans l’Abîme du Temps.
Vanille est doublé par Georgia van Cuylenburg en version anglaise, et Yukari Fukui en japonais.

### Hope Estheim
Hope Estheim (ホープ・エストハイム, Hōpu Esutohaimu) est un jeune garçon de 14 ans aux cheveux blancs, habitant de Cocoon. 
Deux jours avant le début du jeu, Hope et sa mère, Nora, visitent la ville de Bodhum pour une fête. Ils sont peu après capturés dans la Purge et destinés à être envoyés sur Pulse. Libérés par Snow et le NORA, Hope et samère rejoignent leurs rangs mais Nora meurt dans une chute avec l'effondrement d'une passerelle. Encore sous le choc et en colère contre Snow, Hope accepte de suivre Oerba Dia Vanille, une autre exilée, à la poursuite de Snow dans le Vestige de Pulse proche. Il y deviendra un l'Cie, comme Lightning, Sazh Katzroy, Snow et Vanille. Snow restant seul, le groupe se sépare et Hope choisit de suivre Lightning dans son combat contre le Sanctum, afin de s'entrainer et gagner en force. Lightning refuse, jusqu'à ce que Hope l'aide à vaincre Odin. Au cours de leur périple vers Palumpolum à travers les forêts de Gapra, Hope planifie l'assassinat de Snow afin de venger sa mère.
Malgré les objections de Lightning qui lui déconseille de se venger, Hope tente de tuer Snow dès qu'ils se retrouvent seul à seul. Snow est alors blessé par une frappe aérienne du Sanctum. Snow le sauve et exprime des regrets par rapport à la mort de Nora. Hope comprenant qu'il a cherché à se venger pour de mauvaises raisons, il se réconcilie avec Snow et tous deux rejoignent Lightning et Oerba Yun Fang. Peu après, le groupe se réfugie chez Hope, où il apprend à son père, Bartholomew, la mort de sa mère. Pris dans une attaque du PSICOM et sauvé par la Cavalerie, Hope promet à son père de survivre et achever sa Tâche. Plus tard, sur Gran Pulse, Hope hésite à continuer vers Oerba sans lui, par peur de blesser à nouveau quelqu'un, et ce moment de doute provoque l'apparition de son Eidolon, Alexander. Il reprend sa route avec le groupe, jusqu'à l'affrontement final contre Orphan, où il voit Galenth Dysley transformer les citoyens de Cocoon en Cie'th pour les forcer à appeler Ragnarok. Après la défaite d'Orphan, Hope explique à Lightning que Fang et Vanille ont changé leurs destins en complétant leurs Tâches : devenir Ragnarok pour empêcher la collision de Cocoon et Gran Pulse. 
Dans Final Fantasy XIII-2, Serah et Noel retrouvent Hope âgé de 24 ans, et devenu leader de l'Académie, un groupe scientifique chargé d'étudier et de résoudre les paradoxes en l'an 10 AC, soit 10 ans après Final Fantasy XIII. Il sait que désormais, les voyages temporels sont possibles, et après avoir envisagé de remonter le temps pour sauver sa mère, il a abandonné ce projet pour un autre : recréer une nouvelle Cocoon alimentée par une nouvelle source d'énergie. Il conçoit d'abord un fal'Cie artificiel, nommé Adam, mais après que Caius le corrompt pour le forcer à se rebeller contre l'Académie, le projet est tué dans l'œuf grâce à Serah (Hope a vu un enregistrement du futur où Serah et Noel ont dû affronter Adam). Avec son assistante Alyssa Zaidelle, il utilise une capsule temporelle pour aller en 4XX AC, afin de voir la nouvelle Cocoon, qu'il baptise « Bhunivelze », achevée et organiser le transfert de la population humaine vers cette planète afin de laisser Cocoon s'effondrer sur Pulse. En 500 AC, Hope et Sazh partent donc sauver Vanille et Fang du pilier de Cristal avant qu'il ne s'effondre. Hope n'a pas le temps de mener son projet à bien, puisqu'il voit l'arrivée du Chaos sur le monde.
Hope est doublé par Vincent Martella en anglais et Yūki Kaji en japonais.

### Oerba Yun Fang
Oerba Yun Fang (ヲルバ＝ユン・ファング, Oruba-Yun Fangu) est une femme de 21 ans originaire du village de Oerba.
Final Fantasy XIII Episode Zero -Promise-
Durant la Guerre de Transgression entre Pulse et Cocoon, Fang et Vanille
perdent leurs familles. Fang décide de demander des comptes au fal’Cie 
Anima, le protecteur d’Oerba. Fang lui reproche de ne pas avoir protégé
le peuple de Gran Pulse. Anima la change elle et Vanille en l'Cie. Leur
Tâche est simple : détruire Cocoon.
Final Fantasy XIII
En stase cristalline aux côtés de Vanille, elle se réveille 13 jours avant le début du jeu comme son amie. Huit jours avant le début du jeu, elles provoquent le changement de Dajh, le fils unique de Sazh, en l'Cie du Sanctum. Elle décide alors de se séparer de Vanille, puis rejoint le régiment de la Cavalerie de Cid Raines. Elle rencontre plus tard Snow au lac Bresha, alors qu'il essaie de libérer Serah de son cristal, et devient son partenaire pour trouver les autres l'Cie. À Palumpolum, elle s'associe à Lightning pour se frayer un chemin entre les soldats du PSICOM vers la demeure de Hope. Après avoir sauvé Sazh et Vanille sur le Paramecia, elle retrouve Vanille. Sur Gran Pulse, c'est Fang qui révèle qu'elle a causé, avec Vanille, les destructions sur Cocoon des siècles auparavant.
Finalement, alors que le groupe a tout tenté pour empêcher que Fang ne redevienne Ragnarok, Fang se re-transforme et combat Orphan seule, mais échoue et doit être sauvée par le groupe de Lightning. Après la mort d'Orphan, Fang et Vanille complètent leur Tâche en devenant Ragnarok pour sauver Cocoon et l'empêcher de s'écraser sur Gran Pulse. Dans Final Fantasy XIII-2, Fang et Vanille apparaissent pour aider Serah à s'échapper du rêve dans lequel elle est enfermée par Caius.
Fang était à l'origine conçue comme un personnage masculin, mais a changé de sexe alors que les dessins ont évolué. Fang est doublé par Rachel Robinson en anglais, et Mabuki Andou en japonais.

### Sazh Katzroy
Sazh Katzroy (サッズ・カッツロイ, Sazzu Kattsuroi) est un ancien pilote âgé de 40 ans. Son fils, Dajh, a été enlevé par le Sanctum après qu'il est devenu un l'Cie de Cocoon, trois jours avant le début du jeu, alors que Sazh lui achetait un bébé chocobo. Depuis, Sazh garde le chocobo dans ses cheveux. Déporté, il s'allie avec Lightning pour faire dérailler le train et fuir. Une fois devenu l'Cie et atterri au lac Bresha, Sazh choisit de partir avec Vanille pour Nautilus. Sazh porte la marque des l'Cie sur son torse, au niveau du sternum.
Quand Jihl Nabaat révèle que Vanille est la responsable du changement en l'Cie de Dajh, Sazh perd le contrôle et invoque son Eidolon, Brynhildr. Il essaie de tuer Vanille puis tente de se suicider, mais échoue les deux fois. Sazh et Vanille se laissent donc emmener par Nabaat, qui les emprisonnent sur le Paramecia. Il finit par se réconcilier avec Vanille, puis s'évade et rejoint Lightning. Il pardonne aussi à Fang. Quand Vanille et Fang se transforment en Ragnarok et sauvent Cocoon, Sazh voit Dajh libéré et il rejoint son fils. Quelque temps avant les événements de Final Fantasy XIII-2, Sazh arrive à Fortuna et est séparé de Dajh. Gagnant sa liberté en pariant sur lui-même, il retrouve son fils avec qui il est envoyé à Academia en 500 AC, où ils aident Serah et Noel contre Caius. Sazh va ensuite avec Hope sauver Fang et Vanille du pilier avant que celui-ci ne s'effondre.
Il est doublé par Reno Wilson en anglais et par Masashi Ebara en japonais.

### Serah Farron
Serah Farron (セラ・ファロン, Sera Faron) est la sœur cadette de Lightning, âgée de 18 ans, et la fiancée de Snow. Leurs parents sont morts alors que Serah était petite, c'est donc Claire qui l'a élevée, non sans créer quelques tensions entre elles. Ainsi, Lightning voit mal la relation entre Snow et Serah et désapprouve leur mariage. Serah devient plus tard un l'Cie à cause de Fang et Vanille, avec pour tâche de réunir les futurs destructeurs d'Orphan. Elle y parvient dans le sanctuaire d'Anima, où elle se transforme aussitôt en cristal avant que les autres ne deviennent des l'Cie à leur tour. Une fois Orphan abattu, elle est libérée de son cristal lors de la création du pilier de cristal qui maintient Cocoon et peut reprendre sa vie aux côtés de Lightning et Snow sur Gran Pulse.
Personnage secondaire dans le premier opus, Serah devient la protagoniste de Final Fantasy XIII-2, où elle est la seule personne à se souvenir de Lightning sur Gran Pulse après la mort d'Orphan. Elle est devenue institutrice dans le village de Néo-Bodhum. Quand il est envahi par les monstres, Serah est sauvée par Noel Kreiss, un jeune chasseur du futur qui lui confie Mog, une créature capable de repérer les paradoxes temporels et de se transformer en arme capable de se modifier en arc ou en épée. Quand Noel lui dit que Lightning l'a chargé de l'amener à ses côtés, elle le suit dans son voyage à travers le temps. Sur sa route, elle rencontre Caius Ballad qui remarque que Serah a les mêmes pouvoirs que la prêtresse Paddra Nsu Yeul. Malgré la malédiction de son pouvoir, qui la tuera tant qu'elle l'utilisera pour voir le futur et le modifier, Serah est décidée à agir pour le bien de tous. Finalement, une fois Caius mis hors d'état de nuire, Serah a une ultime vision du futur et meurt dans les bras de Noel.
Pour la suite, Yusuke Naora a dû créer une tenue pour Serah qui soit simple, minimaliste et moulante, avec un collier, cet objet ayant une importance dans le scénario.
Serah est doublée par Laura Bailey en version anglophone et Minako Kotobuki en japonais.

### Noel Kreiss
Noel Kreiss (ノエル・クライス, Noeru Kuraisu) est un homme de 18 ans qui apparaît pour la première fois dans Final Fantasy XIII-2. Faisant partie des derniers humains en vie ans le futur de Pulse, il est formé au combat par Caius avec qui il prend ses distances quand il est gagné dans sa folie de protéger la vie de Yeul. Noel tente alors d'atteindre le Valhalla et de devenir un guerrier suffisamment puissant pour être reconnu par Etro afin d'obtenir le pouvoir de changer son destin, mais il perd la mémoire en chemin et arrive alors que Lightning et Caius bataillent durement. Lightning le repère et lui confie la tâche de ramener sa sœur, Serah, au Valhalla. Il la retrouve à Neo-Bodhum et l'emmène donc à travers le temps pour rejoindre le Valhalla. Finalement, Noel vaincra Caius en duel mais sera incapable de contrer son plan, et ne pourra qu'assister impuissant à la libération du Chaos sur le monde ; on ignore s'il y a survécu.
En concevant sa tenue, Yusuke Naora a gardé à l'esprit qu'à son époque, Noel est un chasseur. Son épée double est basée sur une illustration visible dans Final Fantasy III. 
Noel est doublé par Jason Marsden en version anglophone et Daisuke Kishio en japonais.

### NORA
NORA (ノラ, Nora) est un groupe de résistance au Sanctum dirigé par Snow Villiers, dont deux personnages sont jouables au début du jeu. Il est composé de Gadot (ガドー, Gadō) (VO : Biichi Satō ; VA : Zack Hanks), un ami d'enfance de Snow, Lebreau (レブロ, Reburo) (VO : Yū Asakawa ; VA : Anndi McAfee), une jeune femme qui tient un bar pour financer NORA, Maqui (マーキー, Mākī)(VO : Makoto Naruse ; VA : Daniel Samonas), un adolescent volontaire et bon ami de Serah, et Yuj (ユージュ, Yūju) (VO : Wataru Hatano ; VA : Jeff Fischer), un jeune homme chargé de la protection des victimes de la Purge. Gadot et Lebreau rejoignent l'équipe de combat avec Snow contre des soldats du PSICOM. NORA est un acronyme pour : « Nulle Obligation, Règle ou Autorité. », exprimant le credo de ses membres.
Après la chute du Sanctum et la fin de Cocoon, les membres du NORA s'installent au bord d'une plage pour y construire Néo-Bodhum.
Gadot, Lebreau et Maqui ont été dessinés par Nao Ikeda, qui a conçu leurs costumes sur des styles sportifs en rapport avec le basket-ball, le beach volley de plage et le snowboard respectivement.

## Antagonistes

### Galenth Dysley
Galenth Dysley (ガレンス・ダイスリー, Garensu Daisurī) apparaît dans Final Fantasy XIII sous l'apparence du Primarque du gouvernement du Sanctum. Il est en réalité le fal'Cie Barthandelus (Baldanders (バルトアンデルス, Barutoanderusu) dans la version japonaise). L'objectif de Dysley est d'utiliser Ragnarok pour détruire Cocoon et Orphan afin que Bhunivelze, le Créateur, qui a donné vie aux Fal'cie Pulse et Lindzei, revienne dans le monde. Il n'hésite pas pour cela à exacerber la peur et la haine de Pulse par la propagande sur Cocoon. Au terme du jeu, Dysley manipula Cid pour provoquer un coup d'état sur Cocoon. L'équipe le retrouve dans le Temple d'Orphan, où il tente de les manipuler par des visions de Serah et Dajh. Il est mortellement blessé et son corps doit alors être assimilé par Orphan.
Dysley est doublé par S. Scott Bullock en version anglophone et Masaru Shinozuka en japonais.

### Orphan
Orphan (オーファン, Ōfan) est le fal'Cie chargé de maintenir en vie la planète de Cocoon et la garder dans l'orbite de Gran Pulse. Orphan et le fal'Cie de Cocoon ont été conçus pour revenir auprès de leur créateur le jour de la mort de tous les humains de Cocoon, entrainant l'ouverture de la porte d'Etro, la Porte des âmes. Après qu'Orphan absorbe le corps de Dysley mourant, il transforme les l'Cie en Cie'th avant de torturer Fang et Vanille et les forcer à invoquer Ragnarok. Ce faisant, Lightning et les autres se libèrent en obtenant une nouvelle Tâche : créer un monde en paix et vaincre Orphan.
Orphan est doublé dans sa première forme par Julia Fletcher et S. Scott Bullock en anglais et Masaru Shinozuka et japonais, puis, sous sa forme finale, par Michael Sinterniklaas en anglais et Hiro Shimono en japonais.

### Caius Ballad
Caius Ballad (カイアス・バラッド, Kaiasu Baraddo) apparaît dans Final Fantasy XIII-2 avec la possibilité d'invoquer la forme du Bahamut du Chaos. Né dans un passé lointain avant la Guerre de Transgression, Caius est un ancien l'Cie devenu le gardien du temps et de la prêtresse Yeul. Avec le Cœur du Chaos qui bat dans sa poitrine, il est immortel, une malédiction que Caius cherche à vaincre car sa mort signifierait la mort de la déesse Etro et la libération du chaos du Valhalla sur le monde, qui deviendrait un monde hors du temps où Yeul pourrait vivre. Caius ressent de profonds sentiments pour la prêtresse Yeul et ses différentes incarnations, et la voir mourir et renaître perpétuellement l'a rendu fou et ivre de vengeance contre Etro. Il a donc poussé Noel à le tuer avant de changer d'objectif et d'entrer dans le Valhalla pour tuer la déesse lui-même. Quand il rencontre Serah et Noel arpentant le temps, Caius utilise sa connaissance de l'histoire pour créer les différents paradoxes temporels, occupant Serah et Noel pendant qu'il affronte Lightning au Valhalla dans un long combat qu'il remporte. Après un autre affrontement avec Serah et Noel, Caius découvre que Yeul a accepté le cycle de mort et renaissance, mais refuse de l'accepter. Finalement, après avoir été vaincu sous sa forme Bahamut, Caius force Noel à planter son épée dans le Cœur, le tuant en ayant atteint son but.
Caius est doublé par Liam O'Brien en anglais et Hiroshi Shirokuma en japonais.

### Autres
- Jihl Nabaat (ジル・ナバート, Jiru Nabāto?): Une femme intelligente, mais cruelle qui est un lieutenant-colonel, ou précisément, le chef stratégique de l'armée. Brandissant un fusil de tireur d'élite. Elle possède aussi bien des motivations politiques que personnelles à s'opposer contre Lightning.
- Yaag Rosch (ヤーグ・ロッシュ, Yāgu Rosshu?): Un autre Lieutenant-colonel désirant la paix et dévoué à la justice. Portant un sabre, il aime combattre en première ligne avec les soldats. Il serait deuxième dans sa promotion derrière Jihl.
- Cid Raines (シド・レインズ, Shido Reinzu?): Général de brigade aérienne et l'Cie de Cocoon. Il commande un puissant navire et son bras droit est Rigdea.

## Fal'Cie

### Fal'Cie de Pulse
- Anima est le fal'Cie de Pulse qui a fait de Lightning, Snow, Sazh, Vanille et Hope des l'Cie ayant pour tâche d'invoquer Ragnarok. Il avait déjà fait auparavant de Serah une l'Cie qui devait réunir ceux qui devraient combattre Orphan.

Découvert par Dajh Katzroy dans les environs de Bodhum, sa présence a déclenché la Purge.
- Atomos est un fal'Cie terré dans les galeries des mines de Mah'habara, qu'il creuse lui-même.
- Bismarck est le fal'Cie qui protège les sources de Sulyya, tuant quiconque tente de s'y baigner.
- Dahaka est un fal'Cie à l'apparence d'un serpent, volant autour de la tour de Taejin.
- Titan est un fal'Cie qui met à l'épreuve ceux qui pénètrent dans la vallée qu'il surveille, en imposant aux passants une succession de combats. Il est également le Fal'Cie de la nature. Il peut ainsi changer la météo, mais aussi renouveler les espèces vivantes de Pulse pour assurer l'éternité de la vie et de la mort, le tout dans un équilibre parfait.

### Fal'Cie de Cocoon
- Orphan (オーファン, Ōfan?) est la source du pouvoir de Cocoon. Si son berceau, le Narthex se situe au sommet de la tour principale d'Eden, le Fal'Cie du même nom le protège en téléportant quiconque s'en approche dans un espace irréel décomposé, appelé Tesseracts.

- Barthandelus est un fal'Cie, qui dirige Cocoon sous l'apparence du Primarque Galenth Disley (ガレンス・ダイスリー, Garensu Daisurī?), chef religieux de Cocoon. Il semble cacher de sombres intentions.

- Eden est le gardien de la cité du même nom. Composé de 3 représentations jumelles, il est également le dernier rempart à dépasser pour atteindre Orphan.

- Carbuncle est le Fal'Cie de Palumpolum, la ville où habite Hope. Ce Fal-Cie produit de l'énergie pour les cultures agricoles de la ville.

- Phénix est le Fal'Cie situé au centre de Cocoon. Il est représenté comme le soleil au centre du système solaire, sauf qu'ici, il est le soleil à l'intérieur de Cocoon. Il s'illumine et s'éteint selon un rythme journalier normal.

- Kujata est le Fal'Cie qui transforme Dajh, le fils de Sazh, en L'Cie, après avoir senti le pouvoir de Vanille et Fang, les L'Cie de Pulse, tout proche de lui.